# Szare Wilki
Szare Wilki (tur. Bozkurtlar) – organizacja terrorystyczna z Turcji.

## Historia
Organizacja założona w 1969 roku jako nieformalne skrzydło bojowe Partii Ruchu Narodowego. W latach 1976–1980 Szare Wilki pełniły funkcję szwadronu śmierci. W apogeum wpływów liczebność Szarych Wilków sięgała 100 tysięcy ludzi. W samych tylko latach 70. członkowie ugrupowania zabili 6 tysięcy osób. Szare Wilki zabijały działaczy związkowych, lewicowców, dziennikarzy i aktywistów oraz cywili kurdyjskich. Pomimo przestępczej działalności ruch cieszył się ochroną ze strony tureckich służb. W latach 90. organizacja zajęła się handlem heroiną.
W 1992 roku bojówkarze formacji uczestniczyli po stronie Azerbejdżanu w wojnie o Górski Karabach. W kolejnych latach ochotnicy z Szarych Wilków walczyli po stronie czeczeńskich islamistów w pierwszej i drugiej wojnie w Czeczenii. Ostatnim z konfliktów w którym, udział wzięli członkowie organizacji była wojna domowa w Syrii. W Syrii Szare Wilki wspierały mniejszość turkmeńską. Zdaniem analityków Szare Wilki angażują się w terroryzm Ujgurów z Sinciang.
W czasach zimnej wojny grupa współpracowała ze wspieranym przez CIA Antybolszewickim Blokiem Narodów. Wieloletnim przywódcą Szarych Wilków był Abdullah Çatli.

## Najważniejsze ataki przeprowadzone przez grupę
Szare Wilki były zaangażowane w zamach na Jana Pawła II z 1981 roku. Sprawca ataku Mehmet Ali Ağca był członkiem Szarych Wilków.
W sierpniu 2015 roku Szare Wilki przeprowadziły atak bombowy w Bangkoku. W zamachu zginęło 20 osób a kolejne 130 zostało rannych. Zamach był zemstą za wydalenie przez Tajlandię ujgurskich uchodźców.

## Ideologia
Głoszą poglądy skrajnie prawicowe, ich działalność jest inspirowana neonazizmem i neofaszyzmem. Celem organizacji jest utworzenie państwa obejmującego zasięgiem wszystkie ludy tureckie.